# Coenosia flaviseta
Coenosia flaviseta är en tvåvingeart som beskrevs av Huckett 1965. Coenosia flaviseta ingår i släktet Coenosia och familjen husflugor. Inga underarter finns listade i Catalogue of Life.